# プロドライブ・P2
プロドライブ・P2 (Prodrive P2)は、イギリスのプロドライブ社が製作した2人乗りスポーツカーのプロトタイプである。

## 概要
P2のデザイン、設計、製造は、プロドライブ社のバンベリ（オックスフォードシャー州）工場とウォリック（ウォリックシャー州）工場で行われた。プラットフォームはスバルの軽自動車、R1（2010
年3月で受注終了）をベースとし、エンジンはプロドライブ社がWRCやスポーツカーレース用に設計した多くのシステムとともにモディファイされたスバル・インプレッサWRX STIのEJ20を搭載している。ボディーデザインはマクラーレン・F1を手がけたことで知られるピーター・スティーヴンズが担当した。駆動系にはタイヤのグリップ力を最大限に確保するためのアクティブ制御ディファレンシャルギア（センター、リア）を装備すると同時に、ターボラグを防ぐため、WRCカー譲りのアンチラグシステムが備わっている。アクティブ制御ディファレンシャルギアは、スリップ・センサーによって4輪のうち最もトルクを必要としているタイヤを感知し、自動的にトルクを分配する機能を有している。ラリー車でこの機能を搭載することは一般的であるが、オンロード車で採用した例は珍しい。
プロドライブ社は、P2の価格を40,000UKポンド（約800万円）に設定すれば発売可能だと主張し、WRCで提携関係にある富士重工業（現・SUBARU）との合弁による市販車生産の可能性が憶測としてフィナンシャル・タイムズで報じられた
が、プロドライブ社は現在のところ生産する計画はないと発表している。

## テスト走行による性能評価
P2はプロトタイプであるものの実動車が製造され、イギリスの自動車に関するテレビ番組「Top Gear」においてテスト走行による性能評価が行われた。結果はエンジン出力が340 bhp (254 kW)、時速0 – 60マイル（約96 km） の加速時間が3.8秒であった。また、パワー・ラップで1分24秒3のラップタイムを計測した。これはTVR・サガリス、en:BMW M5、アストンマーティン・V12ヴァンキッシュなどを上回るラップタイムである（計測タイム一覧）。

## 脚註
1. ↑  “プロドライブがスバルと合弁、スボーツカー生産?”. レスポンス. (2006年1月17日)※スボーツカーは原文ママ